# Rafael Grossi

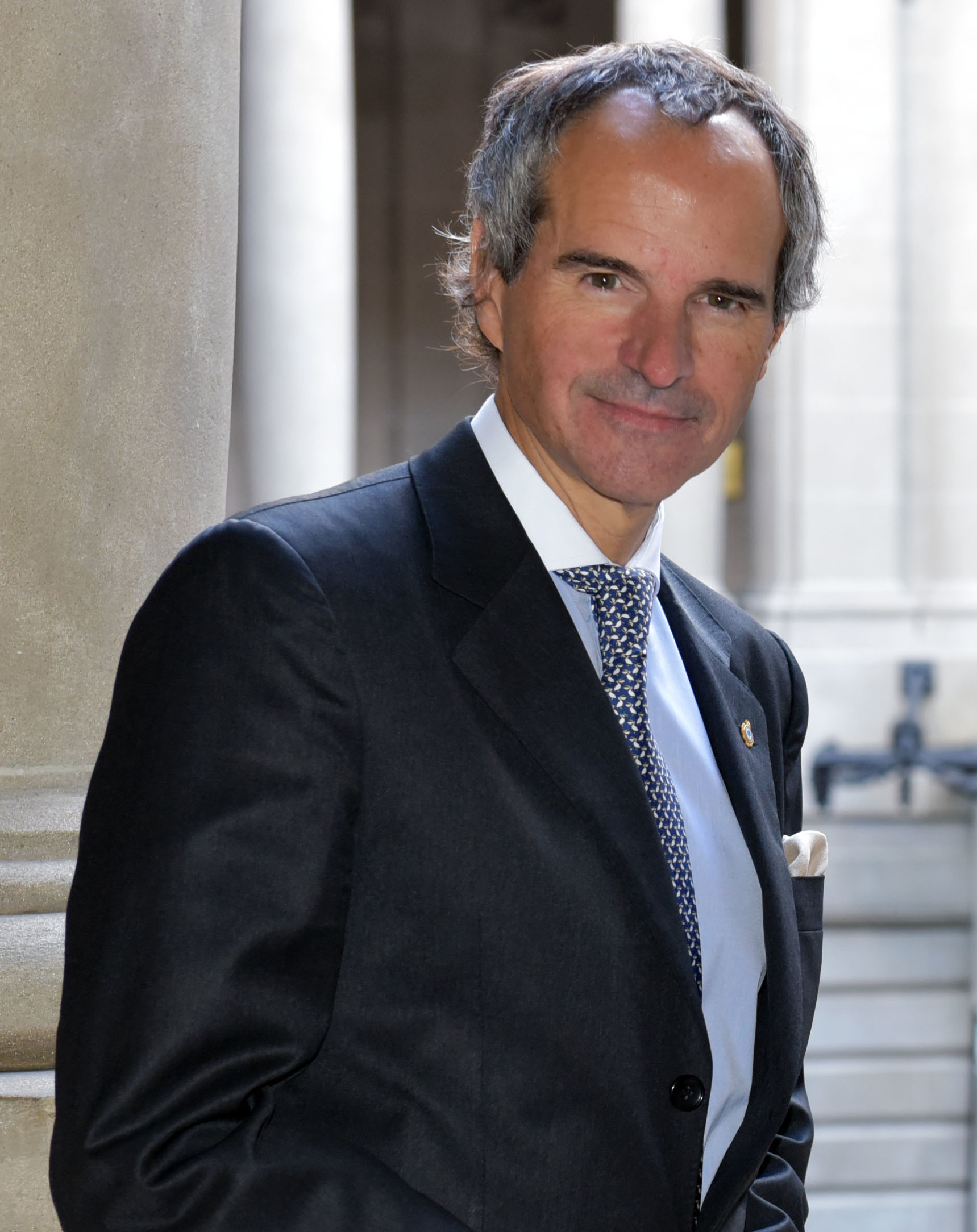
Rafael Grossi (2019)

Rafael Mariano Grossi (* 29. Januar 1961 in Buenos Aires) ist ein argentinischer Diplomat. Seit dem 3. Dezember 2019 ist er Generaldirektor der Internationalen Atomenergie-Organisation (IAEO).

## Leben
Grossi studierte Politikwissenschaften an der Päpstlichen Katholischen Universität von Argentinien (1983), sowie Internationale Beziehungen am Hochschulinstitut für internationale Studien und Entwicklung in Genf (1991). Dort promovierte er auch in Geschichte und internationaler Politik.
1985 trat er in den argentinischen diplomatischen Dienst ein und war zunächst in der Abteilung für nukleare Angelegenheiten und Abrüstung tätig. Von 1998 bis 2002 war er Leiter der Kanzlei der argentinischen Botschaft in Brüssel, vertrat Argentinien von 1998 bis 2001 bei der NATO, und war von 2002 bis 2007 Kabinettschef des Generaldirektors der Organisation für das Verbot chemischer Waffen (OPCW) in Den Haag. Anschließend war er zunächst als Sonderberater der argentinischen Raumfahrtbehörde Comisión Nacional de Actividades Espaciales und des Ministeriums für Landesplanung und Investitionen tätig, ab 2008 auch als Generaldirektor für politische Angelegenheiten im Büro des argentinischen Außenministers.
Von 2010 bis 2013 war er stellvertretender Generaldirektor und Kabinettschef des Generaldirektors der IAEO, bevor er zum argentinischen Botschafter in Österreich und ständigen Vertreter bei der IAEO und anderen internationalen Organisationen mit Sitz in Wien ernannt wurde. Von 2014 bis 2016 war Grossi Präsident der Nuclear Suppliers Group.
Am 2. August 2019 wurde Grossi als argentinischer Kandidat für das Amt des Generaldirektors der IAEO vorgestellt. Er trat gegen Lassina Zerbo (Burkina Faso), den kommissarischen Generaldirektor Cornel Feruta (Rumänien) und Marta Žiaková (Slowakei) an. Im ersten Wahlgang, am 28. Oktober 2019, erhielt keiner der Kandidaten die nötige Zweidrittelmehrheit im Gouverneursrat. Am folgenden Tag konnte Grossi im zweiten Wahlgang 24 von 35 Stimmen auf sich vereinigen und setzte sich damit gegen Feruta durch (10 Stimmen). Seine Ernennung durch den Gouverneursrat am 30. Oktober 2019 wurde am 2. Dezember 2019 von der Generalkonferenz in einer Sondersitzung einstimmig bestätigt. Er trat sein Amt am 3. Dezember 2019 an.
Grossi ist verheiratet und hat acht Kinder.